# Pieter van Mever
Pieter van Mever (Leerbroek, 2 maart 1865 – Haarlem, 21 november 1944) was een Nederlands onderwijzer en politicus.

## Leven en werk
Van Mever was zoon van Pietertje de Jong en landbouwer Pieter van Mever. Hijzelf was sinds 1895 getrouwd met Hendrina Catharina Post. Hun tweeling koos elk een richting in de kunsten: Arie van Mever werd kunstschilder (en zanger) en Piet van Mever werd componist.
Van huis uit was Van Mever onderwijzer, hij bekleedde die functie tussen 1885 en 1925 toen zijn gezondheid hem in de steek liet. Hij had zitting in een aantal verenigingen ter verheffing van het volk. Hij bekleedde in de loop der jaren de volgende functies:
- Van 1923 tot 1931 secretaris van het Witte Kruis Zaandam;
- Secretaris Centraal Genootschap voor vacantiekolonies;
- Hij streed voorts tegen armoede op “hoge leeftijd” in de Bond voor Staatspensioenering Zaandam, leidende tot het wetsontwerp voor Staatspensioen;
- Voorzitter van Federatie Waterland;
- Vereniging Kinderen naar buiten;
- Voorzitter, secretaris en commissielid van Vereeniging van Volksonderwijs Zaandam;
- Hij werkte voor Fonds tot Steun en voorzitter van Vereeniging Nazorg Zaanstreek.

In de periode 1927 tot 1931 was Van Mever wethouder Onderwijs en Geneeskundige Dienst te Zaandam. Hij wist in die periode vijf scholen (onder andere aan de Herderinnestraat en Slachthuisstraat en een centrale ambachtsschool voor de Zaanstreek), een bewaarschool, twee gymnastieklokalen en het gemeentelijk ziekenhuis aan de Frans Halsstraat te laten bouwen, allen naar ontwerp van Jan Schipper. Ook was hij locoburgemeester onder Kornelis ter Laan.

## Overlijden
Van Mever overleed in Koog aan de Zaan. Hij ligt begraven op de Algemene Begraafplaats Koog aan de Zaan.